# André Nelis
André Nelis (Borgerhout, 29 oktober 1935 – Antwerpen, 9 december 2012) was een Belgisch zeiler. Hij nam drie keer deel aan de Olympische Spelen in de Finn-klasse en won twee medailles: een zilveren en een bronzen.
Na zijn sportcarrière werd hij bedrijfsleider van een zeilmakerij. In 1984 woedde er een brand in het bedrijf, waar ook zijn medailles lagen opgeborgen. In 2009 overhandigde IOC-voorzitter Jacques Rogge Nelis twee nieuwe medailles.

## Erelijst
- 1956

 Olympische Spelen - finn klasse
- 1960

 Olympische Spelen - finn klasse
- 1964

10e Olympische Spelen - finn klasse